# Ив, Тревор
Тре́вор Джон Ив (англ. Trevor John Eve; род. 1 июля 1951 года, Саттон Колдфилд, Уорикшир, Англия) — британский актёр театра, кино и телевидения. Лауреат театральной премии Оливье.

## Биография
Тревор родился в семье англичанина Стюарта Фредерика и валлийки Элси (в девичестве Хамер), родом из Южного Уэльса.
Он учился в школе Бромсгроув. С детства мечтал стать художником, но отец не одобрил его выбора и ему пришлось изучать архитектуру в Кингстонском политехническом колледже в Лондоне. Однако после трёх лет обучения Ив бросил колледж, решив попробовать себя в актёрстве, и поступил в Королевскую академию драматического искусства.

### Карьера
С начала 1970-х годов Тревор Ив выступает на театральных подмостках лондонского Вест-Энда. Так, в 1974 году он сыграл Пола Маккартни в мюзикле «Джон, Пол, Джордж, Ринго и Берт», поставленном по одноимённой пьесе Уилли Рассела в Лирическом театре. В 1977 году участвовал в драматической постановке Франко Дзеффирелли — «Филумена» итальянского драматурга Эдуардо Де Филиппо.
Первая большая роль на телевидении — в телефильме «Hindle Wakes» Лоренса Оливье (1976). Его дебют в кино состоялся в роли Джонатана Харкера в фильме «Дракула» 1979 года. В сентябре того же года BBC начал показывать детективный сериал «Шустрин», в котором Тревор играл главного героя — Эдди Шустрина, эксперта по компьютерам и частного детектива. Несмотря на популярность сериала среди зрителей Ив отказался участвовать в съёмках третьего сезона ради продолжения карьеры в театрах Вест-Энда.
В 1982 году он получил престижную премию Лоренса Оливье за роль учителя глухонемых в спектакле «Дети меньшего бога» по пьесе Марка Медоффа. Второй раз стал лауреатом этой премии в 1997-м, сыграв доктора Астрова в «Дяде Ване» на сцене лондонского театра Элбери.
В 2000-х годах Тревор Ив надолго вернулся на телевидение, начав сниматься в полицейском сериале BBC «Воскрешая мёртвых» (премьера пилота — 4 сентября 2000-го) в роли харизматичного, неуравновешенного суперинтенданта-детектива Питера Бойда, расследующего со своей командой нераскрытые ранее убийства. Всего вышло девять сезонов, показ был завершён в апреле 2011 года.
Среди его других заметных работ на британском ТВ — драматические сериалы «Чувство вины» (BBC, 1990) и «Жена политикана» (Channel 4, 1995). Из мини-сериалов можно выделить биографический «Парнелл и англичанка» (ВВС, 1991), рассказывающий историю любви основателя Ирландской парламентской партии Чарльза Парнелла к Кэтрин О’Ши; детективный «Жар солнца» (Carlton Television, 1998) — о приключениях суперинтенданта Альберта Тайбона в Кении 1930-х годов; новую экранизацию (2010) романа «Букет из колючей проволоки» Андрэ Ньюмана.
Перечень работ Ива в кино немногочислен; как правило, он снимался во второстепенных ролях, например: в фильмах «Одержимость» (2002) и «Троя» (2004).
Тревор Ив — один из основателей и руководитель телевизионной продюсерской компании Projector Pictures. Одним из последних проектов компании стал мини-сериал в жанре триллера «Похищение и выкуп» для ITV1, который снимался преимущественно в Южной Африке. Премьера второй части состоялась в феврале 2012-го.

### Личная жизнь
Во время турне с «Филуменой» в 1979 году Тревор Ив познакомился с актрисой Шарон Мофан, через год они поженились и до сих пор состоят в браке. У них трое детей: дочь — Элис София (род. 1982), тоже ставшая актрисой, и два сына — Джек (род. 1985) и Джордж (род. 1994). С 1984-го по 1989 год семья проживала в Беверли-Хиллз (Лос-Анджелес); у них есть особняк в центре Лондона (в районе Белгравии). В фильме «Слишком крута для тебя» (2010) Тревор и Шарон снялись в роли родителей главной героини, которую играла Элис.
Тревор увлекается спортом — крикетом, поло и теннисом. В 1995 году, играя в поло, он серьёзно травмировался, когда упал с лошади, и в течение полугода был обездвижен. В 2005 году при личном заезде на трассе телепрограммы «Top Gear» (2,82 км) Ив проехал трассу за 1:48 минуты, управляя Suzuki Liana.
В декабре 2011 года вышел эпизод о валлийских «корнях» Тревора Ива в документальном сериале BBC «Возвращение домой».

## Роли в театре
- 1974 — «Джон, Пол, Джордж, Ринго и Берт», мюзикл по пьесе У. Рассела — Лирический театр, реж. Алан Доссор — Пол Маккартни
- 1977 — «Филумена» Э. Де Филиппо — Лирический театр, реж. Франко Дзеффирелли — Риккардо
- 1981 — «Дети меньшего бога» М. Медоффа[англ.] — Театр Элбери, реж. Гордон Дэвидсон — Джеймс Лидс
- 1983 — «Гений» Г. Брентона[англ.] — Ройал-Корт — Лео Лерер
- 1987 — «Высшее общество», мюзикл К. Портера по пьесе Ф. Барра — Театр «Виктория-Палас», реж. Ричард Эйр — Декстер
- 1989 — «Человек, зверь и добродетель» Л. Пиранделло — Королевский национальный театр (Cottesloe Theatre), реж. Уильям Гаскилл — Паолино[17]
- 1991 — «Зимняя сказка» У. Шекспира — Young Vic Theatre, реж. Дэвид Тэкер — Леонт
- 1991 — «Murmuring Judges» Д. Хэа[англ.] — Королевский национальный театр (NT Studio), реж. Ричард Эйр — Барри Хоппер[18]
- 1993 — «Inadmissable Evidence» Дж. Осборна — Королевский национальный театр (NT Lyttleton), реж. Ди Тревис — Билл Мэйтлэнд[19]
- 1996 — «Дядя Ваня» А. П. Чехова — Чичестерский театральный фестиваль / театр Элбери, реж. Билл Брайден — Астров

## Фильмография

### Актёр
| Год       |    | Русское название                       | Оригинальное название                   | Роль                         |
| --------- | -- | -------------------------------------- | --------------------------------------- | ---------------------------- |
| 1976      | тф |                                        | Hindle Wakes                            | Алан Джефкоут                |
| 1979      | ф  | Дракула                                | Dracula                                 | Джонатан Харкер              |
| 1979—1980 | с  | Шустрин                                | Shoestring                              | Эдди Шустрин                 |
| 1983      | тф | История брата                          | A Brother’s Tale                        | Гордон Тейлор                |
| 1983      | мс | Таверна «Ямайка»                       | Jamaica Inn                             | Джереми «Джем» Мерлин        |
| 1984      | мс | Кружева                                | Lace                                    | Том Швартц                   |
| 1985      | тф | Корсиканские братья                    | The Corsican Brothers                   | Луиз/Люсьен де Френчи        |
| 1985      | с  | Охотники за тенью                      | Shadow Chasers                          | д-р Джонатан Маккензи        |
| 1987      | тф | Венок из роз                           | A Wreath of Roses                       | Ричард                       |
| 1988      | тф | Тень на солнце                         | Beryl Markham: A Shadow on the Sun      | Дэнис Финч Хаттон            |
| 1988      | тф | Жизнь «на оборотной стороне»           | Life on the Flipside                    | Триппер Дэй                  |
| 1989      | с  | Дорогой Джон                           | Dear John                               | Рики Фортуна                 |
| 1989      | ф  | Скандал                                | Scandal                                 | актёр                        |
| 1989      | тф | Каменный век                           | The Stone Age                           | Дэйв Стоун                   |
| 1990      | с  | Чувство вины                           | A Sense of Guilt                        | Феликс Крамер                |
| 1991      | мс | Парнелл и англичанка                   | Parnell & the Englishwoman              | Чарльз Стюарт Парнелл        |
| 1992      | тф | Кукольный дом                          | A Doll’s House                          | Торвальд Хелмер              |
| 1992      | с  | Она написала убийство                  | Murder, She Wrote                       | Джулиан Фонтейн              |
| 1992      | тф | Ребёнок президента                     | The President’s Child                   | Пол Ляфлор                   |
| 1993      | ф  | Эспен — самый сложный спуск            | Aspen Extreme                           | Карл Столл                   |
| 1994      | ф  |                                        | Don’t Get Me Started                    | Джек Лэйн                    |
| 1994      | тф |                                        | Murder in Mind                          | Мальком Иверсон              |
| 1995      | тф |                                        | No Man’s Land                           | Алекс Фишер                  |
| 1995      | с  | Жена политикана                        | The Politician’s Wife                   | Дункан Мэтлок                |
| 1996      | тф | Ради любви                             | For Love Alone: The Ivana Trump Story   | Марк                         |
| 1998      | мс | Жар солнца                             | Heat of the Sun                         | Альберт Тайбон               |
| 1998      | ф  | Аппетит                                | Appetite                                | Джей                         |
| 1998      | ф  | Племя                                  | The Tribe                               | Канахан                      |
| 1999      | тф | Дэвид Копперфилд                       | David Copperfield                       | Эдуард Мэрдстон              |
| 1999      | тф |                                        | Doomwatch: Winter Angel                 | Нил Тэннэхилл                |
| 1999      | мс | Дурная полоса                          | An Evil Streak                          | Алекс Кайл                   |
| 2000—2011 | с  | Воскрешая мёртвых                      | Waking the Dead                         | Питер Бойд                   |
| 2002      | ф  | Одержимость                            | Possession                              | Кроппер                      |
| 2004      | тф | Вне закона                             | Lawless                                 | Джон Пакстон                 |
| 2004      | ф  | Троя                                   | Troy                                    | Велиор                       |
| 2006      | мс | Семьянин                               | The Family Man                          | Патрик Стоу                  |
| 2008      | тф | Искренне ваш, Хью Грин                 | Hughie Green, Most Sincerely            | Хью Грин                     |
| 2009      | тф |                                        | Framed                                  | Квентин Лестер               |
| 2010      | ф  | Слишком крута для тебя                 | She’s Out of My League                  | м-р Маклиш, отец Молли       |
| 2010      | мс | Букет из колючей проволоки             | Bouquet of Barbed Wire                  | Питер Мэнсон                 |
| 2011—2012 | мс | Похищение и выкуп                      | Kidnap and Ransom                       | Доминик Кинг                 |
| 2012      | с  | Театр представляет... (Другая женщина) | Playhouse Presents... (The Other Woman) | Роберт                       |
| 2013      | мс | Смерть приходит в Пемберли             | Death Comes to Pemberley                | сэр Селвин Хардкасл          |
| 2014      | ф  | Смерть фермера                         | Death of a Farmer                       | Гордон                       |
| 2015      | с  |                                        | The Interceptor                         | Роах                         |
| 2015      | с  | Незабытый                              | Unforgotten                             | Сэр Филлип Кросс             |
| 2017      | ф  |                                        | Bees Make Honey                         | уполномоченный представитель |
| 2017      | с  | Ответный удар (6 сезон, 1-2 серии)     | Strike Back                             | Морган Ив                    |
| 2018      | с  | Открытие ведьм                         | A Discovery of Witches                  | Герберт Орильякский          |

### Продюсер
- 2011—2012 — «Похищение и выкуп» / Kidnap and Ransom (мини-сериал)
- 2011 — «Ферма тел» / The Body Farm (сериал)
- 2003 — «Двенадцатая ночь» / Twelfth Night, or What You Will (телефильм)
- 2000 — «Золушка» / Cinderella (телефильм)
- 1998 — «Алиса в Зазеркалье» / Alice Through the Looking Glass (телефильм)

## Награды
Театральная премия Лоренса Оливье
- 1982 — победитель в номинации «Лучший актёр» (спектакль «Дети меньшего бога»)[20]
- 1997 — победитель в номинации «Лучший актёр второго плана» (спектакль «Дядя Ваня»)[21]

Variety Club of Great Britain Awards 
- 1982 — победитель в номинации «Лучший актёр» (спектакль «Дети меньшего бога»)